# Episyrphus alternans
Episyrphus alternans là một loài ruồi trong họ Ruồi giả ong (Syrphidae). Loài này được Macquart mô tả khoa học đầu tiên năm 1842. Episyrphus alternans phân bố ở miền Đông phương